# Frontiphantes
Frontiphantes fulgurenotatus es una especie de araña araneomorfa de la familia Linyphiidae. Es el único miembro del género monotípico Frontiphantes.

## Distribución
Se encuentra en la isla de Madeira en el archipiélago del mismo nombre de Portugal.  